# هانس گوگلوت
هانس گوگلوت (به آلمانی: Hans Gugelot)؛ (زادۀ ۱ آوریل ۱۹۲۰ میلادی – درکذشتۀ ۱۰ سپتامبر ۱۹۶۵ میلادی) یک مهندس و طراح صنعتی آلمانی متولد اندونزی بود که به خاطر محصولات مصرفی مدرنیستی خود شهرت داشت.

## زندگی و کار
یوهان گوگلوت در ۱ آوریل ۱۹۲۰ میلادی در ماکاسار، هند شرقی هلند از پدر و مادری هلندی به دنیا آمد.
او تحصیلات اولیۀ خود را در لارن و هیلفرسوم، هلند شمالی به پایان رساند.
در سال ۱۹۳۴، خانوادۀ گوگلوت برای شغل پدر هانس به عنوان پزشک به داووس، سوئیس نقل مکان کردند.
بین سال‌های ۱۹۴۰ و ۱۹۴۲ میلادی گوگلوت در لوزان معماری خواند و در سال ۱۹۴۶ میلادی به عنوان یک معمار از مؤسسهٔ فن‌آوری فدرال سوئیس (ای‌تی‌اچ) زوریخ فارغ‌التحصیل شد.
تا سال ۱۹۴۸ میلادی به عنوان معمار برای تعدادی از معماران کار کرد. در سال ۱۹۴۷ میلادی ازدواج کرد.
در سال ۱۹۴۸ میلادی، گوگلوت توسط ماکس بیل استخدام شد، او اولین طرح‌های مبلمان خود را برای او خلق کرد.
در سال ۱۹۵۰ میلادی گوگلوت دفتر خود را تأسیس کرد و شروع به طراحی «ام۱۲۵» کرد، قفسه‌بندی و انباری که بعدها به آن شهرت یافت. یکی دیگر از آثار تأثیرگذار گوگلوت در این دوره، اولم استول بود که با همکاری بیل آن را طراحی کرد.
در سال ۱۹۵۴ میلادی، گوگلوت با اروین براون، رئیس وقت شرکت محصولات مصرفی آلمان، براون، ملاقات کرد. در سراسر سال‌های باقی‌مانده از دهه، گوگلوت تعدادی طرح برای شرکت ایجاد کرد، از جمله براون اس‌کی ۴، که او با دیتر رامس طراحی کرد.

## نگارخانه

آثار قابل توجه
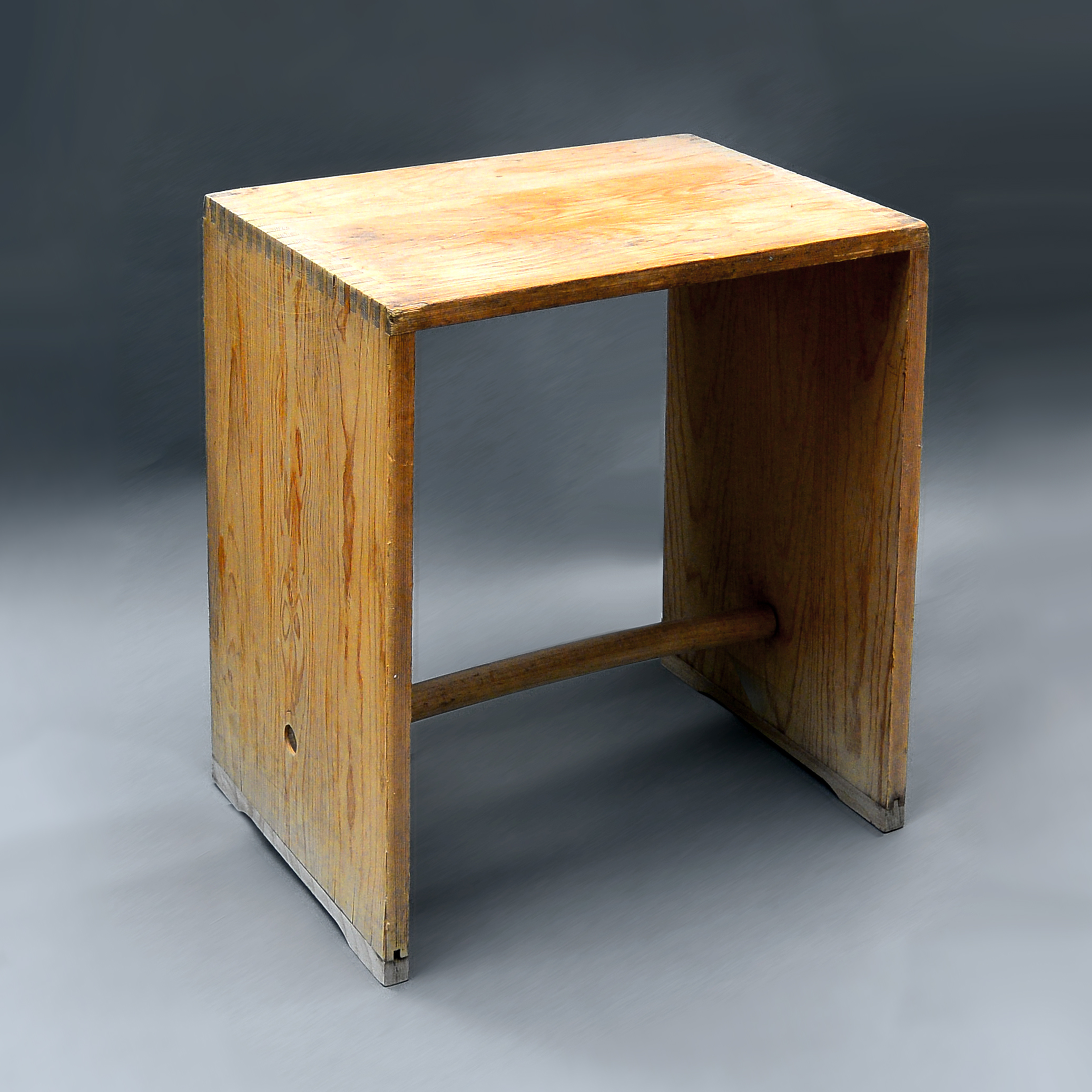
اولم استول (۱۹۵۴ میلادی)
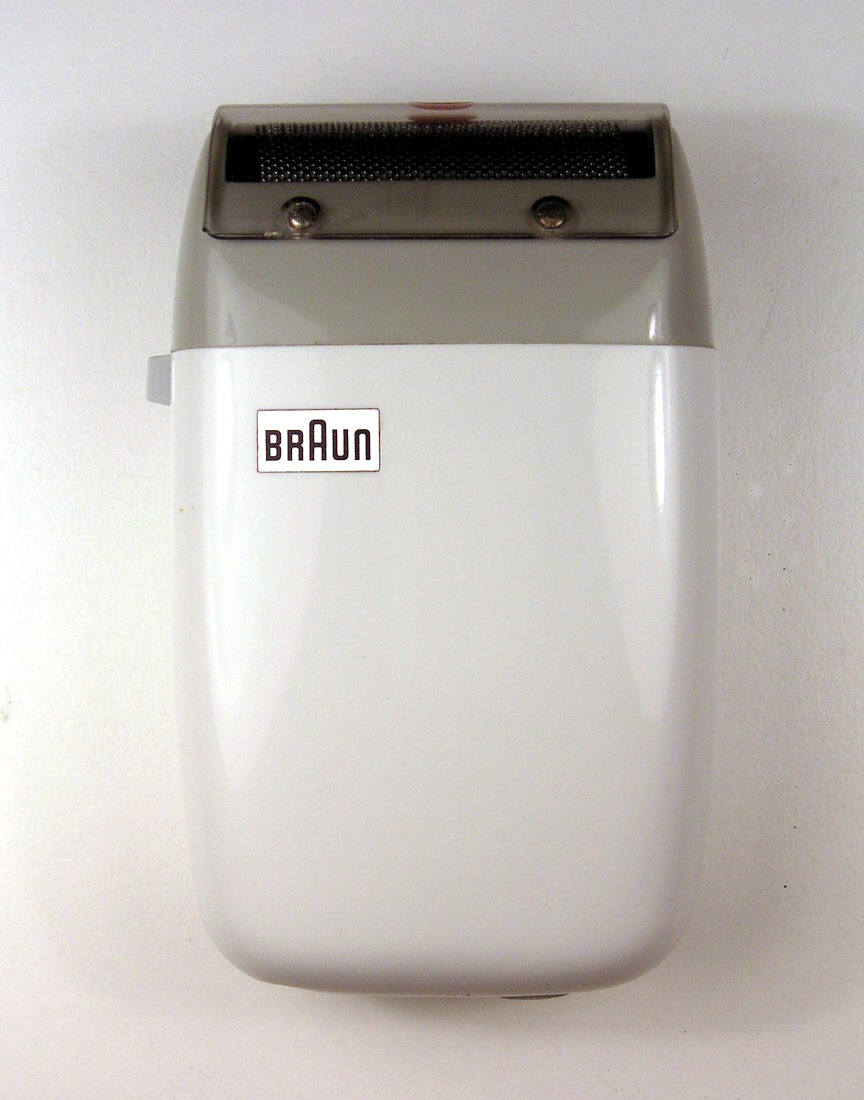
ماشین اصلاح براون اس‌ام ۲ (۱۹۶۳ میلادی)
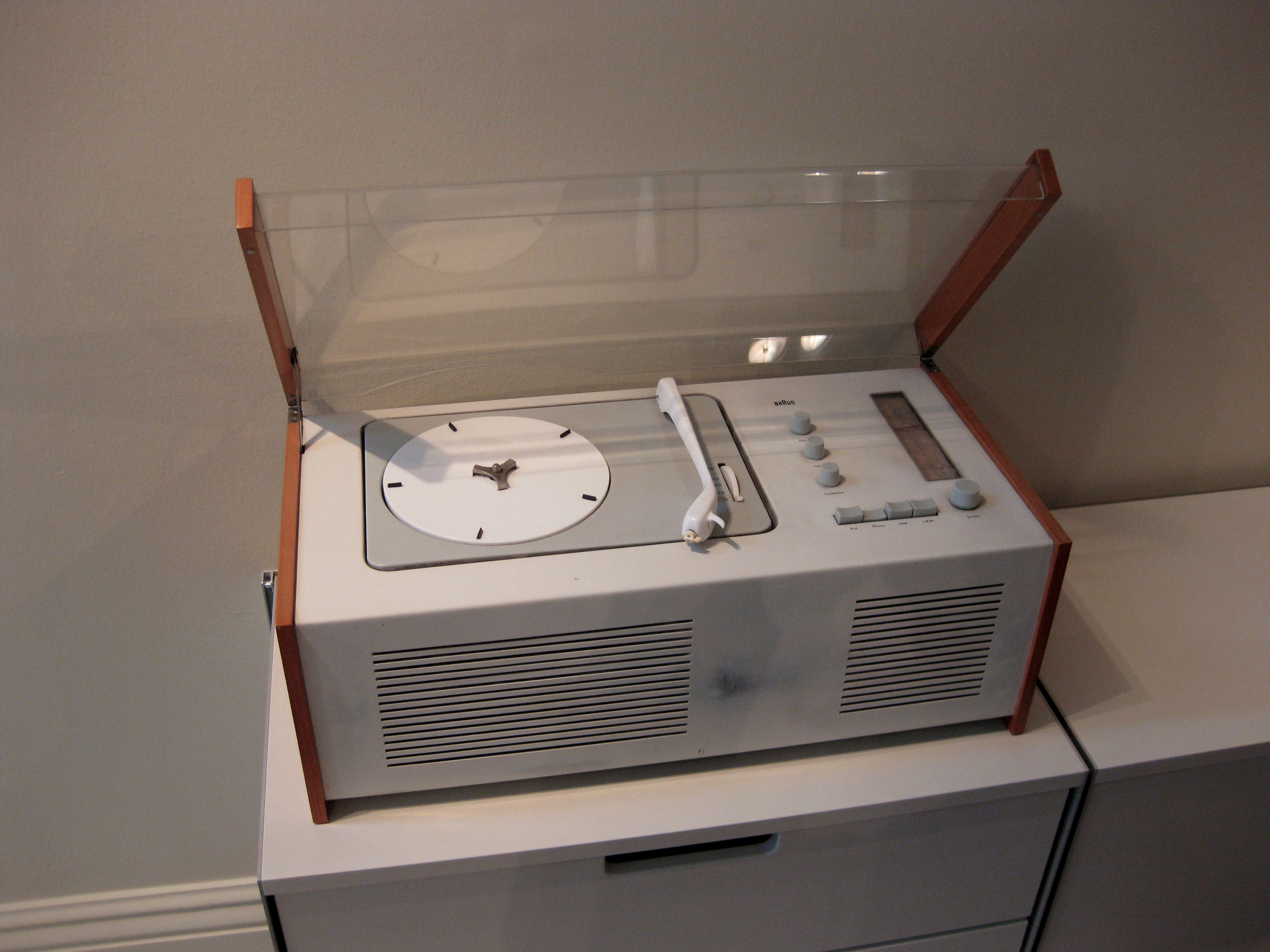
اس‌کی ۴/۱۰ (۱۹۵۶ میلادی) رادیو-گرامافون برای براون
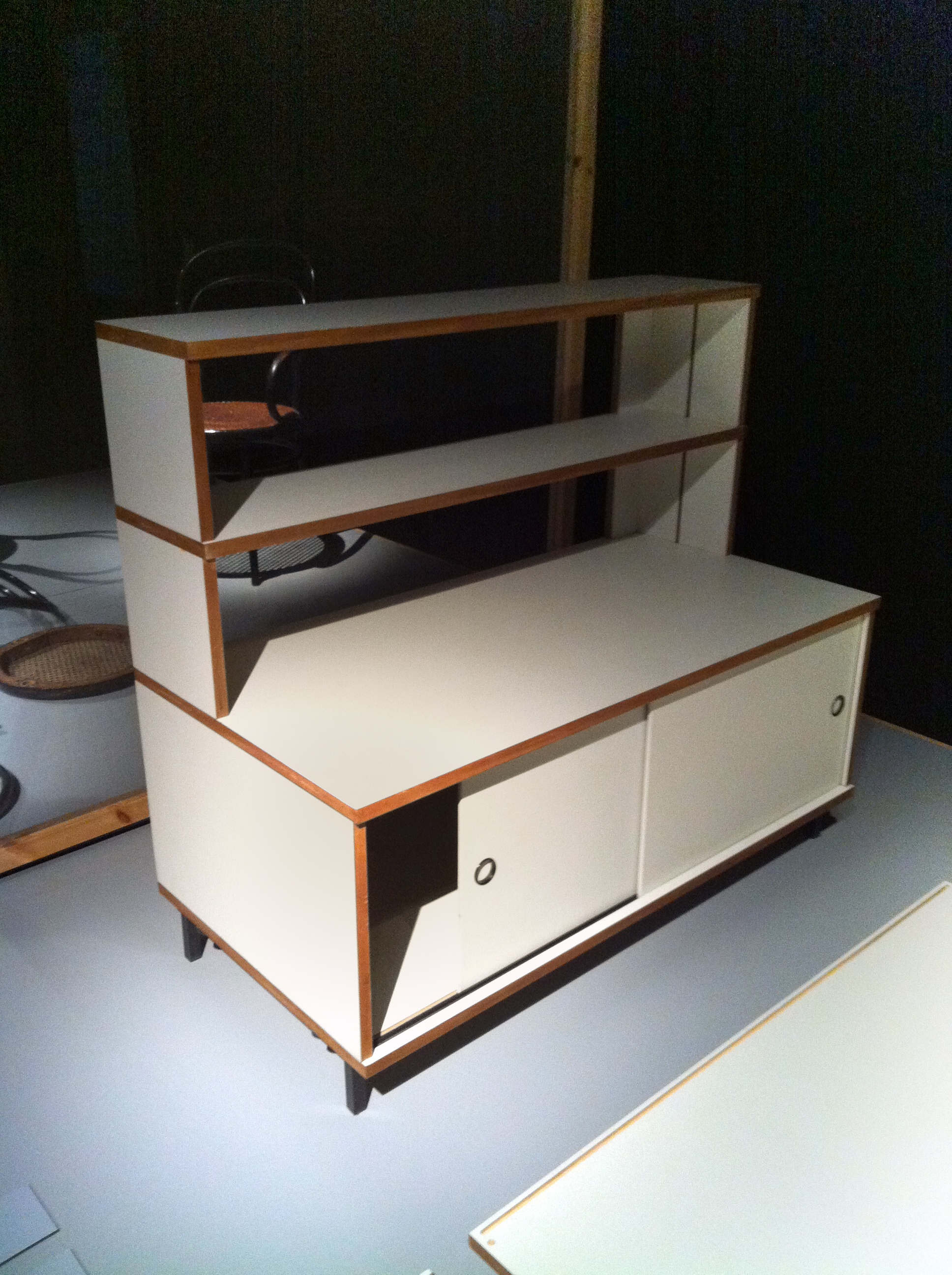
سیستم قفسه‌بندی ام۱۲۵ (۱۹۵۶ میلادی)